# Колесников, Александр Яковлевич
Александр Яковлевич Колесников (1 августа 1930 — 23 января 2008) — шахтёр-стахановец, бригадир ГРОЗ шахт «Суходольская № 1» и «Молодогвардейская» треста «Краснодонуголь», Герой Социалистического Труда.

## Биография
Украинец. Трудовую деятельность начал в 1947 году бутчиком шахты 4/3-бис треста «Краснодонуголь», затем помощником машиниста, машинистом врубовой машины. С 1953 года – машиничст угольного комбайна, горный мастер шахты №2 «Северная», рабочий очистного забоя на шахте «Суходольская № 1» в бригаде шахтёра-стахановца Николая Мамая; в 1970—1973 годах — бригадиром добычной бригады.
В 1971 году Указом Верховного Совета СССР горнорабочий очистного забоя шахты «Суходольская» № 1 комбината «Краснодонуголь» Министерства угольной промышленности Украинской ССР Александр Яковлевич Колесников был удостоен звания Героя Социалистического труда с вручением ордена Ленина и золотой медали «Серп и Молот».
В мае 1973 года А. Я. Колесников и 17 его товарищей перешли с «Суходольской» на только что открытую шахту «Молодогвардейская», где он стал бригадиром комплексной бригады горнорабочих очистного забоя. Их коллектив в числе первых в отрасли освоил миллион тонн добычи угля из лавы и несколько лет кряду выдерживал эту высокую планку, входя в пятёрку лучших добычных бригад Союза.
В 1978 году окончил Коммунарский горно-металлургический институт.
В 1979 году был выдвинут на повторное присуждение звания Героя Социалистического Труда. Уже были оформлены наградные документы, но из-за случившейся аварии — взрыва 10 августа, при котором погибли 54 горняка, награждение отменили.
Член КПСС с 1966 года. Кандидат в члены ЦК КПСС (1971—1981), член ЦК КПСС (1981—1990). Был доверенным лицом у кандидата в народные депутаты Валерия Коломойцева на выборах в Верховную Раду Украины в 1998 году.
Умер 23 января 2008 года в Краснодоне.

## Награды и звания
- орден Трудового Красного Знамени;
- орден Октябрьской Революции;
- орден Ленина (30.03.1971),
- Золотая медаль «Серп и Молот» (30.30.1971),
- Герой Социалистического Труда (30.30.1971)[1].
- лауреат Государственной премии Украинской ССР;
- Заслуженный шахтёр Украины;
- знак Шахтерская слава 1 ст., 2 ст., 3 ст.

## Читать
- Александр Яковлевич Колесников. Сайт «Герои страны».
- Владимир Глотов. Время делает выбор